# 渡会春彦
渡会 春彦（わたらい の はるひこ）は、平安時代中期の祀官。姓は渡会神主。官位は外従五位下・伊勢豊受大神宮（伊勢神宮外宮）禰宜。子孫が名乗った姓を冠して松木春彦とも表す。俗称は白太夫。

## 経歴
伊勢豊受大神宮大内人（おおうちんど）を務めていた渡会高主の6男として生まれる。高主は当初子供に恵まれず祈願したところ、翌年には双子を授かった。翌年も双子を授かり、更に翌年も双子を授かった。春彦は最後の双子として兄・秋並（あきなみ）と共に11月18日に生まれる。春彦は成長の後、豊受大神宮の権禰宜を長く務めていたが、若い頃より頭髪が真っ白であったため「白太夫」と呼ばれていた。
菅原道真が伊勢神宮への侵入者取り締まりを目的に検非違使設置を上奏し、897年（寛平9年）に度会郡（神郡）への検非違使増員が認められたことに合わせて、同年1月12日には検非違使に任じられる。918年（延喜18年）6月には、禰宜を務めていた兄・冬雄の養子となって同職を引き継いだ。15年ほど禰宜職を務めたうちに現在の豊受大神宮の神事作法を概ね立脚したといわれている。その後934年（承平3年）11月20日に禰宜職を長男晨晴（あきはる）に譲り、946年（天慶9年）1月7日に死去した。

## 菅原道真との関係
菅原是善は、長男・次男を相次いで失ったことから配下に当たる島田忠臣を通して伊勢豊受大神宮にいる白太夫に安産祈願をさせた。その結果、是善は子宝に恵まれて道真を儲けた。安産祈願した白太夫は、道真の出生を大層喜んだ是善により道真の傅役（もりやく、養育係のこと）として京都に招かれ、以来数十年にわたって度々上洛して道真に仕えた。そのため、道真が太宰府へ左遷された（昌泰の変）際には朝廷を憚って誰も道真の許を参る者がいない中、老齢ながら太宰府まで付き従い奉仕し続けた。
また、高知県高知市にある潮江天満宮の伝承では、903年（延喜3年）2月に道真が筑紫にて薨去した後、白太夫は、父に連座して土佐に配流されていた道真の長男の高視のもとへ向かい、道真が佩いていた御剣と御鏡を届け、高視がそれらを御霊代（みたましろ）として祭祀し始めたことが創建の由来とされている。また、白太夫は京都へ戻る道中の905年（延喜5年）1月9日に79歳で死去したとされている。
なお、三重県松阪市の名残天神の伝承では、道真の没後、太宰府から京都に立ち寄り、道真の木像を彫らせた後、木像を担いで伊勢神宮への帰路、宿泊した集落の名主に懇願されて、道真の木像を敬愛する庶民のもとに残し、名残惜しくも振り返り振り返り帰路に就いたとの言い伝えから「名残」（奈具利）という地名が付き、のちに城下となる松ヶ島（細汲）に対し新松ヶ島（名残）となったといわれており、渡会春彦の晩年には諸説あるようである。（以下官歴も参照）

## 官歴
以下、個別の注釈のない限り『度会系図』に拠る。
- 時期不詳：外従五位下
- 時期不詳：伊勢豊受大神宮権禰宜
- 寛平9年（897年）1月12日：検非違使司目代（権禰宜兼任）[2]
- 延喜18年（918年）6月：伊勢豊受大神宮禰宜
- 承平3年（934年）11月20日：辞 伊勢豊受大神宮禰宜(実子晨晴へ譲る)

## 系譜
以下、『度会系図』に拠る。
- 実父：渡会高主 - 正六位上大内人
- 母：不詳
- 養父：渡会冬雄 - 高主2男（春彦の実兄）、外従五位下禰宜
- 生母不明の子女
  - 男子：渡会晨晴（あきはる） - 従五位下禰宜

## 旧跡

### 墓所
伊勢国山田船江（三重県伊勢市船江）の金剛寺の境内にあった6尺（約180cm）ほどある巨石が春彦の墓とされている。この巨石は、もとは白太夫が道真の太宰府下向の供をした際に播磨の袖ヶ浦で拾って伊勢に持ち帰った小石であったのが、後に寺の境内にあった天神の祠に小石を置いたところ、年月を経るにつれて巨石になり袂石（たもといし）と称するようになったという伝承がある。
なお、金剛寺はもと弘法大師の開基とされる外宮鬼門除けの尼寺であり、1595年（文禄4年）に再興された際に臨済宗となった。金剛寺は子孫にあたる松木氏が支配する寺であったが、1718年（享保3年）11月に光明寺に移管された。1869年（明治2年）に所属する比丘尼らが還俗して廃寺となったため現在は存在しない。

### 神社
天神信仰の広がりとともに、天満宮の境内社として渡会春彦（白太夫）を祭神として祀る祠が各地に存在する。
- 世木神社 - 三重県伊勢市にある神社。度会春彦神主として主祭神の一つで祀られており、元々は度会神主の末裔が移住し世木氏を名乗って祭祀していた[8]。
- 白太夫社（北野天満宮境内社） - 京都市上京区にある神社。祭神の白太夫命は渡会春彦とされている[9]。
- 白太夫社（道明寺天満宮境内社） - 大阪府藤井寺市にある神社。祭神の白太夫命は渡会春彦とも味酒安行ともいわれている[10]。
- 白太夫社（火水天満宮末社） - 京都市上京区にある神社。祭神の白太夫命は渡会春彦とされている[11]。
- 白太夫社（文子天満宮末社） - 京都市下京区にある神社。祭神は渡会春彦翁と称している[12]。